# Петрова Поляна
45°14′ пн. ш. 15°39′ сх. д. / 45.23° пн. ш. 15.65° сх. д.
Петрова Поляна (хорв. Petrova Poljana) — населений пункт у Хорватії, у Карловацькій жупанії у складі громади Войнич.

## Населення
Населення за даними перепису 2011 року становило 17 осіб.
Динаміка чисельності населення поселення: